# Any
『Any』（エニー）は、日本のバンド・Mr.Childrenの23枚目のシングル。2002年7月10日にトイズファクトリーより発売された。

## 概要
前作『君が好き』から約6か月での発売となるシングル。アートディレクターは信藤三雄で、ジャケットは月島埠頭付近から竹芝周辺を撮影した写真を反転させたものとなっている。
発売5日前の7月5日に『ミュージックステーション』でこの曲をTVで初披露したが、直後に桜井和寿が小脳梗塞により入院したことでバンドとしての活動は一旦休止、予定していた2本のツアー『TOUR 2002 DEAR WONDERFUL WORLD』『TOUR 2002 IT'S A WONDERFUL WORLD』の全公演は中止せざるを得なくなった。

## チャート成績
オリコンチャートでは初週25.8万枚、累計売上は50.9万枚。

## 収録曲
| 全作詞・作曲: 桜井和寿、全編曲: 小林武史 & Mr.Children。 |               |          |            |      |
| #                                                        | タイトル      | 作詞     | 作曲・編曲 | 時間 |
| 1.                                                       | 「Any」       | 桜井和寿 | 桜井和寿   | 5:05 |
| 2.                                                       | 「I'm sorry」 | 桜井和寿 | 桜井和寿   | 4:21 |
| 合計時間:                                                | 合計時間:     | 9:26     |            |      |

## 楽曲解説
1. Any
  - NTTドコモ「NTT DoCoMo Group 10th Anniversary」キャンペーンCMソング[1]。この年はMr.Childrenもメジャーデビュー10周年の年であった。
  - 前アルバム『IT'S A WONDERFUL WORLD』のレコーディング終盤に出来た曲で、桜井和寿は「ほぼアルバムが完成して客観的に聴いたときに『オレがこのアルバムで言いたかったことって、これなんだな』と思ったその感情が歌になって出てきた」と語っている[2]。また、「僕っていう人間とか、ミスター・チルドレンっていうヒストリーを語ってる」とも発言している[3]。
  - 桜井がピアノで作曲中に子どもが別の音を弾いたことが、サビのファルセットの部分の元になったという[4]。
  - ミュージック・ビデオの監督は丹下紘希。集合写真がモチーフになっており、「人が成長する過程において、それが結果として地味な将来であってもその人が判断したことは素敵だって思えるようにしたい」というメンバーの意向が反映されたものとなっている[5]。2012年5月10日発売のベスト・アルバム『Mr.Children 2001-2005 <micro>』の初回限定盤、2018年3月21日発売のライブ・ビデオ『Mr.Children DOME & STADIUM TOUR 2017 Thanksgiving 25』に収録されている。
  - 2014年に開催されたファンクラブ限定ツアー『Mr.Children FATHER & MOTHER 21周年ファンクラブツアー』の直前に行われた「会員が最もライブで聴きたい曲」アンケートでは18位に選ばれた[6]。
2. I'm sorry
  - 桜井が会社のある人達の揉め事やその対応ぶりを見たのを元にラブソング風に置き換えて作った楽曲[3]。鈴木英哉はその歌詞に笑ってしまい、レコーディング当初はまともに演奏できなかったとのこと[7]。
  - 桜井はこの曲と「雨のち晴れ remix version」だけは「本当のミスチル・ファンじゃないと聴いて欲しくない」と語っている[7]。

## テレビ出演
| 番組名                   | 日付          | 放送局     | 演奏曲 |
| ------------------------ | ------------- | ---------- | ------ |
| ミュージックステーション | 2002年7月5日  | テレビ朝日 | Any    |
| COUNT DOWN TV            | 2002年7月13日 | TBS        | Any    |

## ライブ映像作品
Any
| 作品名                                                   |
| -------------------------------------------------------- |
| wonederful world on DEC 21                               |
| Mr.Children Tour 2004 シフクノオト                       |
| Mr.Children HOME TOUR 2007                               |
| Mr.Children HOME TOUR 2007 -in the field-                |
| Mr.Children 30th Anniversary Tour 半世紀へのエントランス |

## 収録アルバム
- 『シフクノオト』 (#1)
- 『Mr.Children 2001-2005 <micro>』 (#1)
- 『Mr.Children 1992-2002 Thanksgiving 25』 (#1)
- 『B-SIDE』 (#2)